# Darin Scott Southam
Darin Scott Southam (souvent connu sous le nom de Darin Scott tout court) est un producteur de cinéma et de télévision, acteur, scénariste et réalisateur américain d’origine anglaise, écossaise et allemande. Il est né le 17 avril 1979 dans la petite ville agricole de Vernal, dans l’Utah, aux États-Unis,.
Le défunt père de Darin Southam était pilote, et sa famille a beaucoup déménagé. En grandissant, Darin Southam a vécu en Californie, en Iowa, en Oregon, puis sa famille s’est installée à Vancouver, dans l’État de Washington, pendant environ 11 ans. C’est là qu’il a grandi et développé son amour pour le cinéma. Il a été initié au jeu d’acteur lorsqu’il a suivi un cours de théâtre au lycée. À la fin de son adolescence, quand on lui demandait ce qu’il voulait faire plus tard, il a commencé à dire aux gens qu’il allait être acteur. Il a eu son premier agent à 22 ans, et six mois plus tard, il a obtenu son premier rôle dans Going to the Mat de Disney. Il a eu un autre rôle chez Disney et cela a continué à partir de là. Avec sa famille, il a passé deux ans en Californie à poursuivre le métier d’acteur. Il a étudié à Playhouse West à Hollywood, puis il est retourné vivre dans l’Utah
Il a d’abord étudié pour devenir ingénieur chimiste à l’Université de Californie du Sud (USC). Il a remporté un MTV Movie & TV Award pour le meilleur film de l’année, pour son film de 1993 Menace II Society. Il a également co-réalisé le film Tales from the Hood 2.

## Filmographie

### Acteur
- 1993 : Fear of a Black Hat
- 2004 : Les Sorcières d'Halloween 3 (téléfilm) : Troublemaker
- 2004 : Le Triomphe de Jace (téléfilm) : Yardley
- 2006 : Je ne devrais pas être en vie (série télévisée) : Jeremy Harris (1 épisode)
- 2006 : The Saxon Chronicles : le roi Alfred le Grand
- 2007 : Take the Lead (vidéo) : Dillon
- 2007 : Believe : Interviewé (non crédité)
- 2009 : One Man's Treasure : Elder Johnson
- 2009 : Gold Is Not Enough (court métrage) : James Bond
- 2010 : Wes and Ella : Matt
- 2010 : 127 Heures : Zach
- 2012 : The Last Man(s) on Earth : Marcus
- 2012 : Changing Hearts : Tom
- 2013 : Ephraim's Rescue : Ephraim Hanks
- 2014 : No Ordinary Shepherd (vidéo) : Jésus-Christ
- 2014 : Scriptures Legacy (court métrage télévisé) : Alma
- 2014 : The Hanging Tree (court métrage) : Mr. Everdeen
- 2015 : Infant Holy, Infant Lowly (vidéo) : Inmate
- 2015 : Just Let Go : avocat de la défense
- 2015 : Jesus in the Wilderness (vidéo) : Jésus
- 2015 : He Knows My Name (court métrage) : Jésus
- 2016 : Come Unto Me (court métrage) : Jésus
- 2017 : Joseph Smith: American Prophet (téléfilm) : Hyrum Smith
- 2017 : Kirtland: America's Sacred Ground : Brigham Young
- 2017 : Carthage (vidéo) : Joseph Smith
- 2017 : Succession Crisis (court métrage) : Brigham Young
- 2017 : Don't Let Go (court métrage) : le fils prodigue
- 2017 : Counting for Thunder : Garrett jeune
- 2018 : Yellowstone (série télévisée) : Stan (1 épisode)
- 2018 : Reign of Judges: Title of Liberty (court-métrage) : Moroni
- 2019 : A Candle in the Window (court-métrage) : John
- 2020 : Un ange gardien pour Noël (téléfilm) : Brian
- 2020 : Coup de foudre dans l'allée des sapins (téléfilm) : Executive
- 2020 : Holly & Ivy
- 2021 : Witnesses : Luke Johnson
- 2022 : Undaunted: Witnesses of the Book of Mormon (vidéo) : Luke Johnson
- 2023 : The Oath (en) : Moroni (en post-production)

### Scénariste
- 1997 : Sprung
- 2006 : Waist Deep
- 2009 : Gold Is Not Enough (court métrage)
- 2012 : Love Once Always (court métrage)
- 2012 : Saving Your Marriage (court métrage)
- 2018 : Reign of Judges: Title of Liberty (court métrage)
- 2020 : Tales From The Hood 3
- 2023 : The Oath (en post-production)

### Réalisateur
- 1995 : Tales From the Hood
- 1998 : Caught Up
- 2001 : The Brothers
- 2008 : Dark House
- 2012 : American Horror House
- 2012 : Femme Fatales : Bad Science
- 2012 : Femme Fatales : Crazy Mary
- 2012 : Femme Fatales : Gun Twisted
- 2012 : Femme Fatales : Hell Hath No Furies
- 2012 : Femme Fatales : Killer Instinct
- 2012 : Femme Fatales : Speed Date
- 2013 : Something Wicked
- 2013 : House Party: Tonight's the Night
- 2018 : American Nightmares
- 2018 : Peur bleue 2 (Deep Blue Sea 2)
- 2018 : Deep Blue Sea 2 - Double Feature
- 2018 : Tales From The Hood 2
- 2020 : Tales From The Hood 3

### Producteur
- 1989 : Le Beau-père 2 (Stepfather II)
- 1990 : To Sleep with Anger
- 1993 : Menace II Society
- 1994 : Love and a .45
- 2012 : Love Once Always (court métrage)
- 2012 : Saving Your Marriage (court métrage)
- 2018 : Reign of Judges: Title of Liberty (court métrage)
- 2020 : Tales From The Hood 3
- 2023 : The Oath (en post-production)